# 秘密の花園 (ポーの一族)
「秘密の花園」（ひみつのはなぞの）は、吸血鬼一族の物語を描いた萩尾望都のファンタジー漫画作品『ポーの一族』新シリーズの一作である。『月刊フラワーズ』（小学館）2019年7月号、2020年8月号から11月号、2021年6月号から8月号および同年10月号・11月号にかけて掲載された。『ポーの一族』のシリーズ18作目の作品で、単行本2冊分とこれまでの同シリーズの中で最長の作品となっている。
第10作「ランプトンは語る」の前日譚の作品で、アーサー・トマス・クエントン卿とエドガー・ポーツネル、アラン・トワイライトとの出会いとランプトンの絵を描いた経緯、クエントン卿が一族に加わった経緯などが描かれている。

## あらすじ

### 1巻 (Vol.1 - Vol.5)
1988年9月1日。エドガーとアランは雨の降る中、ソア川に沿ってイングランド中部のレスターへの道を馬車で進んでいた。ところが馬車が車輪をとられ、氾濫した川にアランが落ちてしまい、エドガーが引き上げている間に馬は馬車ごと逃げてしまった。眠気を訴えて朦朧とするアランを連れたエドガーは、アーサー・トマス・クエントン卿の館にたどり着く。人嫌いで鬼と呼ばれるアーサーだったが、エドガーに子供の頃のはじめての友だち、青い瞳のドミニクの面影を見いだし、道に迷ったと弁明するエドガーたちを一晩泊めることにする。その夜、アーサーは館に昔からある「ランプトン少年」の模写絵を見て、エドガーと似ているようで違うと確認する一方、今はもういないドミニクを思い出し、許しを乞いたいと願う。
翌朝、アランが死んでいると騒ぎになるが、エドガーは眠っているだけだと医者に見せることを拒む。アランはパンパネラ特有の“眠りの時季”に入ってしまっており、それをエドガーはアーサーに“眠り病”だと説明し、もう1日か２日泊めて欲しいと頼む一方、ロンドンにいる後見人に迎えに来るよう連絡する。アーサーは、礼の代わりに自分が描く「ランプトン」の絵のモデルになって欲しいと頼む。5日後、エドガーたちの後見人の代わりにシルバー・ピーターバラが館を訪れる。シルバーは、アランをロンドンの知己に預けてエドガーをポーの村に連れ戻そうとするが、エドガーに拒絶される。エドガーはアーサーに一族の相続のトラブルだと説明し、憤慨したアーサーは心配しなくて良いから自分を頼るようエドガーに話す。
エドガーは自分たち一族が普通の人間と比べると変わっていて、エルフのようなものであることや、アランは一族特有の“眠りの時季”に入ってしまって1か月ぐらい眠っているかもしれないことを説明し、その間アランを人が入ってこない地下室や小部屋に置いておきたいと頼む。アーサーはアランを温室のそばの小屋の中の戸板付きの箱ベッドに連れて行き、マルコをはじめとする使用人たちにはシルバーが医者に見せるために連れて行ったと説明した。
一方、アーサーの幼なじみでまたいとこのパトリシアが館を訪れたとき、アーサーはエドガーをモデルにして絵を描くと話し、自分の絵を描く約束の方が先だと主張するパトリシアに、亡き母親を思い出すと人間が描けない、死んだ人間なら描けそうだからエドガーをモデルにして死んだ青い目のドミニクを描くのだと説明する。ドミニクは庭師の子供で、少しどもる癖があってあまりしゃべらなかったが、字を読んだり書いたりするのが好きでパトリシアへの恋の詩を読んだりもした。しかし、どもりながら詩を読むドミニクの様子を面白がってみんなで笑い合ったのであった。アーサーは、ドミニクの顔は思い出せるのに、描こうとするとなぜかエドガーの顔になってしまうことに困惑する。
しばらくしてパトリシアの祖父のバンクスが館に訪ねてくる。バンクスはパトリシアが16歳のとき、妻のアリスと2人で正式にアーサーの祖母・グロリア夫人に、アーサーとパトリシアの結婚の話をしに来たが、グロリア夫人は乗り気だったもののアーサーの母・メリッサが、準男爵家とただの農民のバンクス家では身分違いだと大反対したため引き下がり、アリスもパトリシアの母もあんなとこへパトリシアはやれんと言って、その後さっさとロンドンに嫁に出してしまったと語る。バンクスが帰り際に忘れたスカーフを届けにエドガーが馬車に追いつき、そこでバンクスの“気”を吸い取って殺してしまう。しかし、バンクスは馬車の中で病死したものと見なされた。
バンクスの葬儀の後、昔温室のそばの小屋に住んでいたという修道士、ブラザー・ガブリエル神父が戻って来た。館に泊まるのを拒み、昔のように温室のそばの小屋に泊まると主張するブラザーに、マルコが門のそばの使用人部屋を勧め、ブラザーはしぶしぶ同意する。ブラザーが館に泊まるのをいやがるのは、アーサーの母・メリッサ夫人の死後、使用人たちが館で幽霊を見ると言い出したのが原因であった。メリッサ夫人の夫だったグローブ氏は、愛人と別の家庭を作りアーサーと1歳違いの子供までいて、メリッサ夫人とはアーサーが16歳のときに離婚した。メリッサ夫人が自殺したのはその1年後であった。そのため教会に埋めてもらえず、中庭にグロリア夫人が墓を作ったのだと、ブラザーはメリッサ夫人の墓の前でエドガーに語る。
エドガーがブラザーと一緒にメリッサ夫人の墓から戻ると、マルコがカウスリップのワインを皆に飲ませていた。エドガーもひと口飲むと、体質に合わず誰かを食わないと身体が持ちそうにないぐらい急速に“気”が減っていってしまった。館の住人を食うと騒ぎになるので、何とか村の教会まで歩いていき、そこで出会ったバンクスの妻・アリスに襲いかかった。アリスの死は、夫の墓のデザインが決まって安心して気が抜けてしまったことが原因と見なされた。
さらにエドガーは11月のある日、温室で酒を飲んでいるブラザーが小屋の戸板をこじ開けようとするのを見て、ブラザーにも襲いかかる。するとブラザーの記憶が次々と頭の中に入り込んできた。エドガーにとってこれほどまでの記憶の流入は初めてのことであった。エドガーがブラザーの死体を川に流したので、警察では酔って川に落ちたのだろうと処理された。しかし、エドガーはブラザーの記憶が入り込んでしまったためか、亡きメリッサ夫人の「ひとつだけお願い」という声を聞く。

### 2巻 (Vol.6 - Vol.10)
ブラザーの喪に服して静かに新年を迎えた館で、アーサーがエドガーをモデルにランプトンの絵を描き続けている中、パトリシアが夫のオリバーに若い愛人がいたことが分かり、大ゲンカの末に殴られて家出してきた。感情が高ぶっているパトリシアはオリバーと別れたいと言い、結婚前にアーサーに「あなたと結婚したい」と手紙を書いたが返事をくれなかったとアーサーを責める。手紙を受け取った覚えのないアーサーだが、パトリシアに愛を告白してプロポーズし、パトリシアも離婚を決意する。ところが、パトリシアの兄・パトリックが連れて来た新入社員のダニー・ダムが、アーサーがピアノ教師をしていた亡き姉・ダイアナと婚約していたこと、彼女は妊娠していたが流産して亡くなったことを暴露したため、アーサーが自分をずっと想い続けてくれていたと思っていたパトリシアは、裏切られたとの思いから腹を立てて帰ってしまう。
その晩、館に泊めてもらっていたダニーが、ダイアナのことをネタにアーサーから「たんまり引き出してやる」とほくそ笑んでいたところ、彼の前に現れたメリッサ夫人の幽霊が「うちの子を苦しめに来たの？」と迫ると、恐怖からあとずさりしたダニーは背後の窓から転落してしまう。アーサーは、命を取りとめたダニーがロンドンの病院に移ることが決まったことと、彼が幽霊に窓から突き落とされたと話していたことを、彼の妻から聞かされる。一方「ピアノ教師を殺したの？」と尋ねるエドガーに、アーサーは死なせるつもりはなく流産させる目的で薬草入りのお茶を彼女に飲ませたことを告白する。やがて季節は春の訪れを告げ、アーサーは次のランプトンは花に埋もれている春の庭を描こうと、エドガーに話す。
パトリシアの母親の誕生日を祝うためにレスターに帰郷したパトリック一家とパトリシア一家は、神経痛で動けなくなったオリバーと看病に付き添うパトリシアを残して、両家の子供たちはイースターを楽しむためにアーサーの館を訪れる。子供たちに付き添っていたケイトリンという看護助手の名前を聞いたエドガーは訝しむ。ケイトリンはかつてポーの村の住民のエサとして飼われていたのを、エドガーが妹のメリーベルに頼まれて逃がしてやった人間の娘であった。
一方、イースターエッグ探し遊びに興じる子供たちだったが、パトリシアの子供のポールとポーラは、アーサーがかつてパトリシアから子犬のときにもらって以来可愛がっている飼い犬のフォルテを追って、温室のそばの小屋にたどり着く。そして、戸板をこじ開けたところ、アランが目を覚まし、腕をつかまれたポーラは意識を失う。そこへフォルテがアランの首に噛みつくが、“気”を吸い取られて死んでしまう。しかし、アランも大量に血を流して倒れかかるところへ飛び込んできたエドガーが抱きとめる。エドガーはポーラを戸板付きの箱ベッドに寝かせるとともに、ポールも無理やり押し込んで、静かにしてないとポーラは死ぬと脅しておいてアランを連れて逃走し、小川のボートで待ち構えていたケイトリンが逃走を手助けする。ケイトリンはシルバーの言いつけでエドガーたちを見張っていたのであった。
ケイトリンはかつてポーの村から逃げ出した後、父に売られるように結婚したが、夫と夫の息子たちに毎日暴行される生活に耐えられず、再びポーの村に戻り人間であることをやめたのであった。ケイトリンはエドガーに夜まで隠れているよう言いおいて子供たちの元へ戻り、夜になってシルバーが現れ、エドガーとアランを宿に連れて行く。一方、アーサーたちは、小屋の中でポールとポーラと死んだフォルテを見つける。箱ベッドの中にアランの姿が消えていることからアーサーは、アランが目覚めてエドガーと出て行ったのだと悟る。 館に戻ったポーラはじきに目を覚ましましたが、何が起こったのか覚えていなかった。ポールは小屋で何が起きたのか何も話さなかった。
数日後、アーサー宛にロンドンに転院したダニーから手紙が届く。パトリシアの愛の手紙が自分の手に入らないのは、ダイアナを死なせてしまった懲罰なのだと思うようになったアーサーは、もっと罰を受けるべきだと思い、ダニーにダイアナのことを告白しようと決意する。しかし、ダニーの見舞いに行ったアーサーは、彼からダイアナのお腹の中の子はアーサーの子ではなく、アーサーをだまそうとしたのだと告白する。ダニーは幽霊が自分を窓から突き落としたのは、自分たちがしたことの罰が当たったんだと懺悔する。そして、アーサーがお腹の中の子を始末したくてダイアナに薬草入りのお茶を飲ませたと告白しても「姉はだましたけどあなたを愛していた」と涙を流しながら「薄幸な死んだ女を殺したなんて言わないで！」とアーサーの懺悔を拒む。
罪を告白することすら認めてもらえず良心の呵責に苦しむアーサーは「ランプトンのいない部屋」を描きながら、エルフになりたい、エルフになれば後悔や苦痛から逃れられるだろうと思い詰める。そして血を吐いて結核治療のリンドン療養所に入院する。アーサーを思ってメリッサ夫人の墓の前で泣き崩れるマルコの前に、アーサーの絵を見たがるアランを連れたエドガーが現れ、マルコは「だんな様を助けてください」とエドガーにすがる。  
療養所ではアーサーのためにセスという若い有能な看護人がロンドンから呼び寄せられ、彼女の献身的な看護の甲斐もあってアーサーは徐々に回復しつつあった。ある日、アーサーをドミニクの母親のドロシーが面会に訪れる。彼女が差し出したのは17年前のパトリシアからの手紙だった。パトリシアから手紙をマルコに渡すようにと言いつかった使いの少女が大きな館を前に尻込みするのを、代わりに渡してあげると預かったドロシーだったが、アーサーへ宛てたラブレターだと思い、アーサーはいつもパトリシアからラブレターをもらっているだろうから、死んだドミニクが生前パトリックに憧れ恋の詩までささげていたその思いのために1通くらいもらってもいいじゃないかと思い、マルコに渡さなかったのであった。しかし、アーサーの入院の話を聞き、いつか手紙を返したいと思って訪れたのであった。
パトリシアの手紙には、12歳年上のロンドンの銀行家のオリバーと結婚させられてしまうこと、そして「その人と結婚なんかしたくない、あなたと結婚したいの！ 愛しています」とアーサーへの思いが綴られていた。この手紙さえ読んでいればパトリシアと結婚していたはずなのに、こんな大切な手紙が届かなかったのは、ドミニクの恋の詩を笑った復讐なのかと問うアーサーの前にエドガーが現れ、アーサーはそこで意識を失い、目を覚ますと療養所のベッドの上だった。パトリシアの手紙のショックで自暴自棄になっていたアーサーは、看護人のセスが父・グローブ氏の娘のセシリアであることを知り、彼女にひどい暴言を吐いて傷つけてしまう。アーサーは、怒りが自分を醜くする、やはり自分は醜い鬼だと、心の中でエドガーに助けを求める。
セスに暴言を吐いてしまったことを後悔していたアーサーは、婦長がアーサーの迷惑になるからセスをロンドンに帰らせようと思うと話すのを聞いて、セスに先日は自分が大人げなかった、暴言は八つ当たりでセスには何の罪もないことだと謝罪して、2人は和解する。アーサーは、父・グローブ氏との思い出の中で唯一喜んでもらった学校時代のフェンシングの試合での優勝と、その頃には既に母との離婚話が進んでいたことなどを話し、そこで再び吐血する。病床の中、アーサーは、父は自分と母をよけいなものとして切り捨てて憎まれても幸福になろうとした勇気には敬意を払うとともに、自分はダイアナを切り捨てたが、自分には父と違ってパトリシアに向き合う勇気がなかった、そのために自分はこの手に何もつかみとれないままなのだと、そしてすべてがもう遅い、これが自分の人生なのだと諦念の思いにかられる。 
後日、アーサーを心配して訪ねてきたマルコが、エドガーとアランがフォルテの墓を見に来たことを伝え、エドガーには何か力を感じる、アーサーの力になってくれるのではないかと話す。さらにマルコはパトリシアを訪ね、アーサーが入院していることを知らせて見舞いに来て欲しいと頼む。アーサーの死後の家の相続にしか関心がないオリバーの態度に幻滅するとともに腹を立てたパトリシアは、アーサーを愛していると告白し、オリバーの反対を尻目に見舞いに行く。
療養所で再会したアーサーは、毎日パトリシアのことを考えていたと話し、愛の告白のようだと返すパトリシアに、もちろん告白だ、何度でも告白すると言ってプロポーズする。パトリシアは人妻で、自分も病気で長くないから実際には結婚できない。だからこれは夢の言葉で真実の言葉だと話すアーサーに、パトリシアも夢の言葉として「すべてを捨ててあなたの手を取ります」と涙を流しながら答える。そして、離れがたい、心が引き裂かれる思いを抱えながらパトリシアは館を後にする。家を出て3日後に帰宅したパトリシアにオリバーは激怒するが、アーサーに会ってお別れを言ってきたという彼女の言葉と、あなたたちは命よりも大切な宝物だと涙を流して子供たちを抱き締める彼女の姿を見たオリバーは、「わしは？」と問いかけながらも和解する。
一方、療養所のベッドに寝ていたアーサーの前にエドガーがアランとともに現れ、「ぼくらは吸血鬼（パンパネラ）なんだ」と話し、バンクスと彼の妻のアリス、ブラザー・ガブリエルを喰ったことを告白する。自分で喰っておきながら、落ち込んだ自分をなぐさめていたのかと半ばあきれるアーサーに、それはそれ、これはこれ、エルフは後悔しないのだとエドガーは話す。そしてアーサーが人間として死ぬ選択をするならそれを尊重するが、アーサーは自分たちの後見人として適任なのでポーの一族に加わってくれたらと思うと話す。さらに、メリッサ夫人にアーサーのことをお願いされたことを伝え、「母に？ なんて？」と尋ねるアーサーに「怪物にいったい何をお願いするんだろう？」と反問し、けっこう人間は美味だよと言ってその場を去る。
後日、セスと散歩中のアーサーは、父・グローブ氏に会ったら、一生恨んでいるがある部分では尊敬していると伝えて欲しいと言った後、吐血して倒れる。そこへシルバーが現れ、セスに人を呼ぶように指示する一方、死の間際にいるアーサーを近くの教会に運び込み、そこでエドガーと、あらかじめ一族に加わる儀式のために集められたポーの村の村長のクロエたちポーの一族に囲まれて、アーサーは「きみらの旅に私も加わろう」と仲間になることを決める。そして、1889年8月21日、アーサー・トマス・クエントン卿は33歳で亡くなり、遺体はリンドン療養所の墓地に埋葬されたが、その1か月後、墓地を掘り起こしたら棺の中は空だった。棺は空のままクエントン館の墓地に埋められた。
年月は過ぎ、2000年7月1日、市が管理する「クエントンの赤い館」のバラのアーチのオープニングの日に、孫に連れられて訪れた100歳ちょうどのジョン・オービンは、10年前から館を借りているというアーサー卿と出会い、自著の吸血鬼伝説『はるかなる一族』を手渡す。アーサー卿は先祖が18世紀から19世紀にここに住んでいたと説明する。そこへファルカとブランカが訪れ、バラのアーチを見上げて、アーサーとともに行方不明になっているエドガーたちに思いを馳せる。

## 掲載誌情報
- Vol.1 （『月刊フラワーズ』2019年7月号）
- Vol.2 （『月刊フラワーズ』2020年8月号）
- Vol.3 （『月刊フラワーズ』2020年9月号）
- Vol.4 （『月刊フラワーズ』2020年10月号）
- Vol.5 （『月刊フラワーズ』2020年11月号）
- Vol.6 （『月刊フラワーズ』2021年6月号）
- Vol.7 （『月刊フラワーズ』2021年7月号）
- Vol.8 （『月刊フラワーズ』2021年8月号）
- Vol.9 （『月刊フラワーズ』2021年10月号）
- Vol.10 （『月刊フラワーズ』2021年11月号）

## 番外編ショート
『秘密の花園』のコミックスには、1巻巻末に「月曜日はキライ」、2巻巻末に「満月の夜」が収録されている。
「月曜日はキライ」は、『月刊フラワーズ』2020年7月号に掲載された4ページのショート作品で、ストーリーは『秘密の花園』との関連はない。
「満月の夜」は、『月刊フラワーズ』2021年12月号に掲載された4ページのショート作品で、『秘密の花園』の後日談である。掲載誌には「番外編」ではなく「特別ショートストーリー」と記されていた。